# Droga wojewódzka nr 440
Droga wojewódzka nr 440 (DW440) – dawna droga wojewódzka o długości 1,4 km leżąca na obszarze województwa dolnośląskiego. Trasa ta łączyła stację kolejową Borowa Oleśnicka ze starym przebiegiem drogi krajowej numer 8, który został zmieniony po otwarciu drogi ekspresowej S8 na odcinku Wrocław Psie Pole — Oleśnica. Droga leżała na terenie powiatu wrocławskiego.
Droga na całej długości pozbawiona została kategorii drogi wojewódzkiej na mocy uchwały Sejmiku Województwa Dolnośląskiego z 12 września 2019 roku.

## Miejscowości leżące przy trasie DW440
- Borowa